# Оверстрит, Корд
Корд Пол О́верстрит (англ. Chord Paul Overstreet; род. 17 февраля 1989, Нашвилл, Теннесси, США) — американский актёр и музыкант, наиболее известный по ролям Сэма Эванса в сериале «Хор» и Чеда Дэвиса в ситкоме «Акапулько».

## Биография

### Ранние годы
Корд Оверстрит родился 17 февраля 1989 года в семье кантри-музыканта Пола Оверстрита и его жены Джулии. Он стал третьим из шести детей своих родителей, в честь чего и получил столь необычное имя (англ. Chord, букв. «аккорд» — сочетание трёх и более разновысотных музыкальных звуков). Его братья и сёстры носят имена Гармония, Нэш, Скай, Саммер и Чарити. Нэш — гитарист и вокалист группы «Hot Chelle Rae».

### Карьера
Оверстрит с ранних лет занимался музыкой, играя на мандолине, гитаре и ударных, а в 2009 году начал актёрскую карьеру. Он дебютировал в веб-проекте «Частная школа», снялся в эпизодах сериалов «АйКарли» и «Необыкновенная семейка», фильме «Врата».
В 2010 году Корд присоединился к актёрскому составу второго сезона популярного сериала «Хор» в роли Сэма Эванса. Летом 2011 года высказал намерение покинуть проект из-за нежелания продюсеров включать его в основной актёрский состав, но вернулся в сериал в восьмом эпизоде третьего сезона. Начиная с четвёртого сезона получил статус постоянного актёра шоу.
В 2015 году Оверстрит стал первым артистом, подписавшим контракт с лейблом «Safehouse Records», созданным Деми Ловато и Ником Джонасом. В 2016 вышел его дебютный сингл «Homeland», в 2017 — мини-альбом «Tree House Tapes».
В 2020 году снялся в комедийном фильме «Ход вещей», в 2021 — в романтической комедии «Незабываемое Рождество» вместе с Линдси Лохан. С 2021 года играет одну из главных ролей в комедийном сериале «Акапулько».

### Личная жизнь
В 2018 году встречался с Эммой Уотсон.

## Работы

### Фильмография
| Год       |     | Русское название         | Оригинальное название      | Роль              |
| --------- | --- | ------------------------ | -------------------------- | ----------------- |
| 2009      | с   | Частная школа            | Private                    | Джош Холлис       |
| 2009      | ф   | Врата                    | The Hole                   | Адам              |
| 2009      | с   | АйКарли                  | iCarly                     | Эрик              |
| 2010      | с   | Необыкновенная семейка   | No Ordinary Family         | Лукас Фишер       |
| 2010—2015 | с   | Хор                      | Glee                       | Сэм Эванс         |
| 2011      | док | Хор: Живой концерт в 3D  | Glee: The 3D Concert Movie | Сэм Эванс         |
| 2011      | ф   | Сердце воина             | A Warrior's Heart          | Дюпри             |
| 2011      | с   | Бывает и хуже            | The Middle                 | Ральф Уилкерсон   |
| 2013      | мс  | Обычный мультик          | Regular Show               | Дасти Б           |
| 2015      | ф   | Смелость сказать правду  | 4th Man Out                | Ник               |
| 2015      | мс  | Будь классным, Скуби-Ду! | Be Cool, Scooby-Doo!       | Митчелл / Эндрю   |
| 2016      | мс  | Рассол и Арахис          | Pickle and Peanut          | Скампи            |
| 2020      | с   | С большой буквы          | The Bold Type              | Эван Слоан        |
| 2020      | с   | Авторский гонорар        | Royalties                  | солист рок-группы |
| 2020      | ф   | Ход вещей                | The Swing of Things        | Том               |
| 2021—2024 | с   | Акапулько                | Acapulco                   | Чед Дэвис         |
| 2022      | ф   | Незабываемое Рождество   | Falling for Christmas      | Джейк Расселл     |
| 2024      | с   | Доктор Одиссей           | Doctor Odyssey             | Сэм               |

### Видеоклипы
| Певец |                            | |                      |
| 2016  | Homeland                   | link=https://www.youtube.com/watch?v=lmWF-9oA8pY Архивная копия от 21 марта 2019 на Wayback Machine   |                      |
| 2017  | Hold On (Acoustic)         | link=https://www.youtube.com/watch?v=1r79eaANM_o Архивная копия от 27 марта 2019 на Wayback Machine   |                      |
| 2017  | Hold On (Remix)            | link=https://www.youtube.com/watch?v=BVGbT7T1Fk8 Архивная копия от 7 февраля 2019 на Wayback Machine  | ft. Deepend          |
| 2019  | All Nighter                | link=https://www.youtube.com/watch?v=idl5iLGPieA Архивная копия от 2 июня 2020 на Wayback Machine     |                      |
| 2019  | All Nighter (Live)         | link=https://www.youtube.com/watch?v=sPO7RZsvU7k Архивная копия от 13 мая 2019 на Wayback Machine     |                      |
| 2019  | Sex On Fire                | link=https://www.youtube.com/watch?v=xC8RS6hfOA0 Архивная копия от 25 июня 2020 на Wayback Machine    |                      |
| 2019  | On The Way                 | link=https://www.youtube.com/watch?v=3GPjGsOXljA Архивная копия от 8 ноября 2020 на Wayback Machine   |                      |
| 2019  | My Ex                      | link=https://www.youtube.com/watch?v=Cp5aSiN_8eM Архивная копия от 5 октября 2019 на Wayback Machine  |                      |
| 2021  | What’s Left Of You         | link=https://www.youtube.com/watch?v=CvzDn3ch2Qc Архивная копия от 6 июня 2021 на Wayback Machine     |                      |
| 2021  | Sunkissed                  | |                      |
| Актёр |                            | |                      |
| 2011  | Tonight Tonight            | link=https://www.youtube.com/watch?v=QzlNFcT2aOE Архивная копия от 7 апреля 2019 на Wayback Machine   | клип Hot Chelle Rae  |
| 2015  | Somewhere in the Caribbean | link=https://www.youtube.com/watch?v=NLOelhuQ3Sw Архивная копия от 9 марта 2022 на Wayback Machine    | клип Пола Оверстрита |
| 2016  | Bacon                      | link=https://www.youtube.com/watch?v=CPUB97ilIqE Архивная копия от 14 февраля 2019 на Wayback Machine | клип Ника Джонаса    |

### Дискография
- Tree House Tapes (2017, EP)

## Награды и номинации
| Год  | Премия                         | Номинация                                    | Работа | Итог      |
| ---- | ------------------------------ | -------------------------------------------- | ------ | --------- |
| 2011 | Премия Гильдии киноактёров США | Лучший актёрский состав в комедийном сериале | Хор    | Номинация |
| 2012 | Премия Гильдии киноактёров США | Лучший актёрский состав в комедийном сериале | Хор    | Номинация |
| 2013 | Премия Гильдии киноактёров США | Лучший актёрский состав в комедийном сериале | Хор    | Номинация |
| 2013 | Teen Choice Awards             | ТВ-актёр: Похититель сцены                   | Хор    | Победа    |
| 2014 | Teen Choice Awards             | ТВ-актёр: Комедия                            | Хор    | Номинация |
| 2014 | People’s Choice Awards         | Любимый ТВ-броманс (с Дарреном Криссом)      | Хор    | Номинация |